# Ultravox

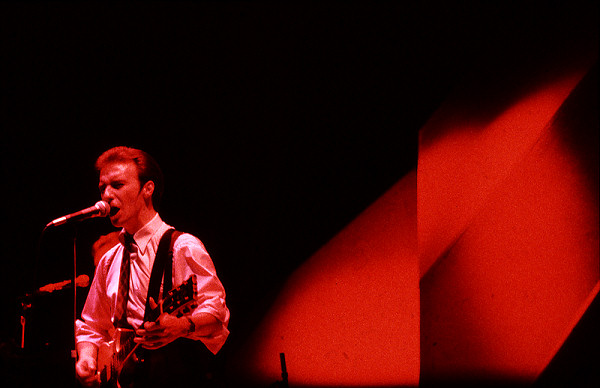
Ultravox in 1981

Ultravox was een Schotse elektronische-popgroep uit de jaren 70 en begin jaren 80 van de 20e eeuw. De groep kwam in 1993 in een nieuwe bezetting terug, om drie jaar later weer te verdwijnen. In 2008 kwam Ultravox opnieuw, in de meest succesvolle bezetting, bij elkaar en startte het jaar erna met een reünie-tour. In 2013 stopte de band met optreden.

## Geschiedenis
De groep werd in 1974 in Londen opgericht onder de naam Tiger Lily door John Foxx (echte naam Dennis Leigh), Chris Cross (echte naam Christopher Allen), Billy Currie, Steve Shears en Warren Cann. Al snel werd de naam veranderd in Ultravox! (het uitroepteken zou later verdwijnen). In 1977 kwam het titelloze debuutalbum van Ultravox! uit. In datzelfde jaar kwam ook het tweede album uit, maar toen de verkoop daarvan tegenviel verliet Steve Shears de groep en werd vervangen door Robin Simon.
Ook het derde album werd geen commercieel succes. Robin Simon en John Foxx verlieten daarom Ultravox (inmiddels zonder uitroepteken) in 1978. In hun plaats kwam Midge Ure, op dat moment al een bekende muzikant (ex-Slik, ex-Rich Kids en zelfs ex-Thin Lizzy), bij de groep. Hij en Billy Currie hadden elkaar leren kennen via een project van Steve Strange en drummer/DJ Rusty Egan: Visage. Visage scoorde een bescheiden hit met het nummer Fade to grey.
In juli 1980 kwam Ultravox met het album Vienna. De titelsong haalde begin 1981 in thuisland het Verenigd Koninkrijk de 2e positie in de UK Singles Chart, in Nederland zelfs de eerste plaats in zowel de Nederlandse Top 40, Nationale Hitparade als de TROS Top 50. In de Europese hitlijst op Hilversum 3, de TROS Europarade, werd de 4e positie bereikt.
In België bereikte de single eveneens de nummer 1-positie in zowel de voorloper van de Vlaamse Ultratop 50 als de Vlaamse Radio 2 Top 30. In Wallonië werd géén notering behaald.
In de eerste helft van de jaren 80 bracht Ultravox nog enkele albums uit. Op zaterdag 13 juli 1985 trad de groep live op in het Wembley Stadium te Londen in het kader van Live Aid. Vanwege de solocarrière van Midge Ure ging de groep in 1986 uit elkaar. Billy Currie bracht in 1993 een nieuwe bezetting bijeen en bracht het album Revelation uit. In 1996 deed hij dit opnieuw met het album Ingenuity.
Ultravox startte een "reunion tour" in 2009, waarvan het concert van 30 april 2009 in de Londense Roundhouse is opgenomen voor DVD. Deze is inmiddels, vooruitlopend op de "second-leg" van de "reunion tour", begin april 2010 uitgebracht.
Op zaterdag 8 augustus 2009 bracht de reunion tour hen naar België op de Lokerse Feesten in de bezetting waarmee het album Vienna was opgenomen; maandag 26 april 2010 speelde Ultravox in Nederland in Paradiso (Amsterdam).
Op 28 mei 2012 kwam een nieuw album van Ultravox uit, genaamd "Brilliant". In 2013 trad de band voor het laatst op. Een show met Simple Minds in de O2 in Londen werd hun laatste.
In 2020 werd Vienna opnieuw uitgebracht in Super Deluxe Edition. Hetzelfde gebeurde 2 jaar later in 2022 met Rage in Eden en inmiddels staat ook Quartet op de planning voor een vergelijkbare uitgave. Hierbij wordt het originele album opnieuw gemasterd en gemixt door Steven Wilson, in zowel stereo als 5.1 surround sound. Daarnaast zijn er veel demo's en live opnames teruggevonden die in deze uitgaven verwerkt zijn.
Cross overleed op 71-jarige leeftijd eind maart 2024.

## Discografie

### Albums
| Album met eventuele hitnotering(en) in de Nederlandse Album Top 100 | Datum van verschijnen | Datum van binnenkomst | Hoogste positie | Aantal weken | Opmerkingen |
| ------------------------------------------------------------------- | --------------------- | --------------------- | --------------- | ------------ | ----------- |
| Vienna                                                              | 1980                  | 14-3-1981             | 1(6wk)          | 20           |             |
| Rage in Eden                                                        | 1981                  | 26-9-1981             | 25              | 6            |             |
| Lament                                                              | 1984                  | 23-6-1984             | 13              | 13           |             |
| U-Vox                                                               | 1986                  | 8-11-1986             | 49              | 4            |             |

| Album met hitnotering(en) in de Vlaamse Ultratop 200 albums | Datum van verschijnen | Datum van binnenkomst | Hoogste positie | Aantal weken | Opmerkingen |
| ----------------------------------------------------------- | --------------------- | --------------------- | --------------- | ------------ | ----------- |
| Vienna                                                      | 1980                  | 17-10-2020            | 137             | 1            |             |
| Quartet                                                     | 1982                  | 15-07-2023            | 193             | 1            |             |
| Lament                                                      | 1984                  | 14-09-2024            | 119             | 1            |             |
| Brilliant                                                   | 2012                  | 09-06-2012            | 182             | 1            |             |

### Singles
| Single met eventuele hitnotering(en) in de Nederlandse Top 40 | Datum van verschijnen | Datum van binnenkomst | Hoogste positie | Aantal weken | Opmerkingen                                                                                    |
| ------------------------------------------------------------- | --------------------- | --------------------- | --------------- | ------------ | ---------------------------------------------------------------------------------------------- |
| Vienna                                                        | 1981                  | 14-03-1981            | 1 (3 wk)        | 12           | Nr. 1 in de Nationale Hitparade en TROS Top 50                                                 |
| We Came to Dance                                              | 1983                  | 30-07-1983            | tip8            | 6            | Nr. 39 in de Nationale Hitparade                                                               |
| Dancing with Tears in My Eyes                                 | 1984                  | 16-06-1984            | 6               | 9            | Veronica Alarmschijf Hilversum 3 / Nr. 12 in de Nationale Hitparade / Nr. 6 in de TROS Top 50  |
| Love's Great Adventure                                        | 1984                  | 17-11-1984            | 30              | 4            | Veronica Alarmschijf Hilversum 3 / Nr. 49 in de Nationale Hitparade / Nr. 31 in de TROS Top 50 |
| Same Old Story                                                | 1986                  | 11-10-1986            | tip8            | 6            | als U-Vox                                                                                      |

| Single met hitnotering(en) in de Vlaamse Ultratop 50 | Datum van verschijnen | Datum van binnenkomst | Hoogste positie | Aantal weken | Opmerkingen |
| ---------------------------------------------------- | --------------------- | --------------------- | --------------- | ------------ | ----------- |
| Vienna                                               | 1981                  | 28-03-1981            | 1               | 12           |             |
| Dancing with Tears in My Eyes                        | 1984                  | 30-06-1984            | 2               | 9            |             |
| Love's Great Adventure                               | 1984                  | 01-12-1984            | 27              | 3            |             |

### NPO Radio 2 Top 2000
| Nummers met noteringen in de NPO Radio 2 Top 2000 | '99  | '00  | '01  | '02 | '03  | '04  | '05  | '06  | '07  | '08  | '09  | '10  | '11  | '12  | '13  | '14  | '15  | '16  | '17  | '18  | '19  | '20  | '21  | '22  | '23  | '24  |
| ------------------------------------------------- | ---- | ---- | ---- | --- | ---- | ---- | ---- | ---- | ---- | ---- | ---- | ---- | ---- | ---- | ---- | ---- | ---- | ---- | ---- | ---- | ---- | ---- | ---- | ---- | ---- | ---- |
| Dancing with Tears in My Eyes                     | 1056 | 1094 | 1071 | 900 | 1053 | 1193 | 1336 | 1617 | 1698 | 1392 | 1365 | 1410 | 1637 | 1833 | 1529 | 1581 | 1718 | 1634 | 1539 | 1772 | 1681 | 1653 | 1796 | 1796 | 1780 | 1807 |
| Vienna                                            | 147  | 106  | 136  | 138 | 152  | 220  | 272  | 290  | 387  | 242  | 220  | 264  | 349  | 378  | 359  | 310  | 366  | 315  | 322  | 397  | 419  | 406  | 407  | 440  | 446  | 425  |

1. ↑  Een vetgedrukt getal geeft de hoogste notering van een nummer aan.